# 아문적소년시대
《아문적소년시대》(중국어 간체자: 我们的少年时代, 정체자: 我們的少年時代, 병음: Wǒ men de shào nián shí dài 워먼더사오녠스다이[*])는 2017년 방송되었던 중국의 드라마이다.